# COVID-19 Brigade
De COVID-19 Brigade, formeel het COVID-19-coördinatieteam van het Korps Politie Suriname (CCT-KPS), is een Surinaamse overheidsinstantie.
De brigade werd op 8 maart 2021 in het leven geroepen om de maatregelen tijdens de coronacrisis in Suriname te handhaven, vastgelegd in de Wet uitvoering Burgerlijke Uitzonderingstoestand. Ze bestaat uit leden van de politie, penitentiaire ambtenaren, het leger, het BOG, de Economische Controle Dienst, de Bestuursdienst en de arbeidsinspectie. Hiervoor vormde de handhavingstaak regulier politiewerk.
Minister van Justitie en Politie, Kenneth Amoksi, voltrok de installatie met de overdracht van tien voertuigen aan korpschef Roberto Prade, die de voertuigen vervolgens ter beschikking stelde aan Henry Seedorf, de commissaris van het CCT-KPS. De ceremonie vond plaats in de grote hal van de politieacademie.